# Hawkman

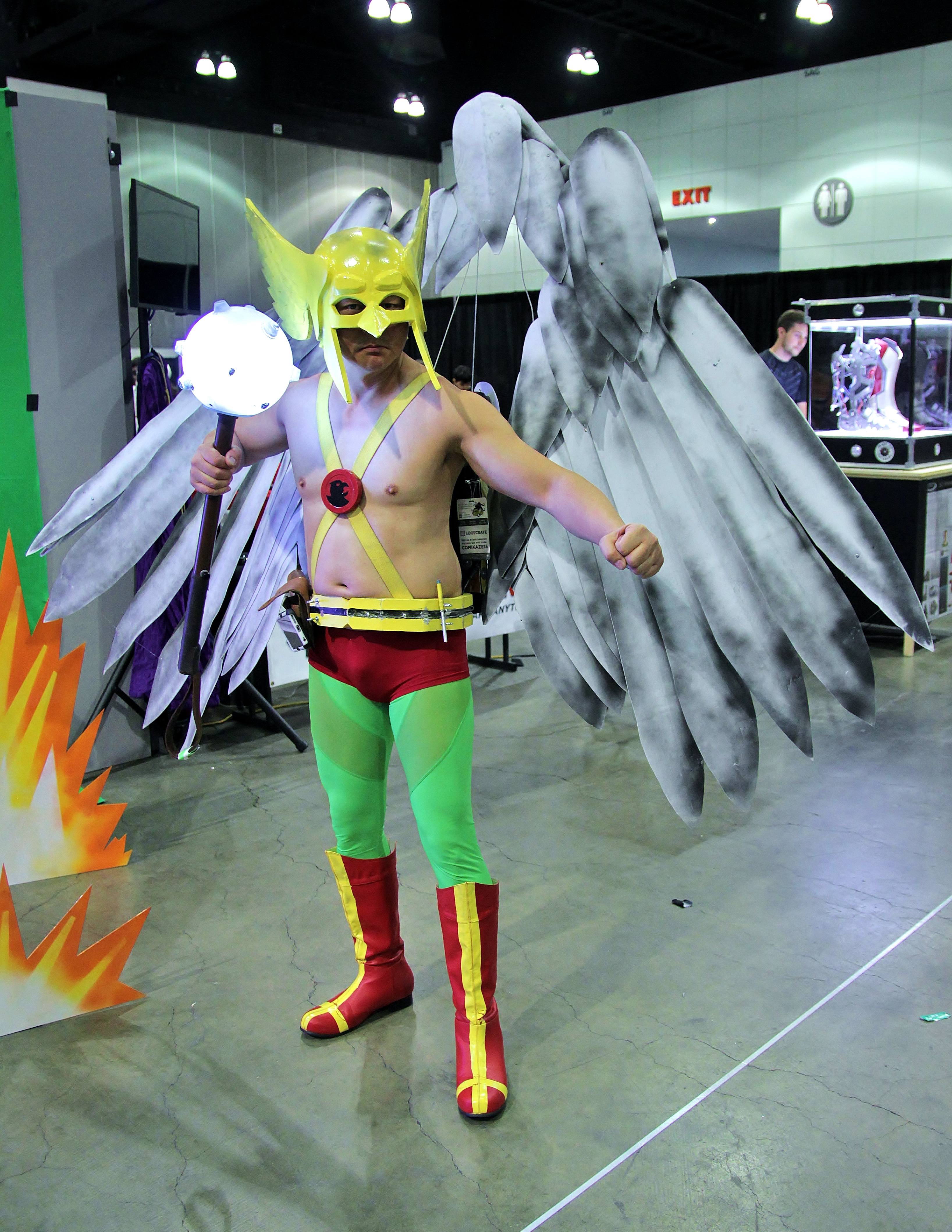
En person som är utklädd till Hawkman.

Hawkman (även kallad Höken eller Falken i Sverige), är en amerikansk superhjälte från DC Comics. Han dök upp första gången i Flash Comics nr 1 från 1940. Hawkman har en kostym med stora vingar och använder gärna forntida vapen i sin kamp mot brottslingar.

## Golden Age Hawkman (Carter Hall)
Den första versionen av Hawkman var Carter Hall, en resande arkeolog, som introducerades i Flash Comics första nummer 1940. Carter var en reinkarnation av en egyptisk prins och hade tack vare upptäckten av en mystisk metall kallad "Ninth metall", förmågan att flyga. Han träffade så småningom sin brud Shiera Sanders (Hawkgirl), som var en reinkarnation av en egyptisk prinsessa. Hans sista framträdande var i tidningen All Star Comics nr 57 från 1951. 

## Silver Age Hawkman (Katar Hol)
När man nästa gång på DC återupplivade Hawkman var han Katar Hol, en polis från planeten Thanagar som kommit till jorden tillsammans med sin fru Shayera (Hawkwoman), för att bekämpa brottslighet på jorden. De tog sig de jordiska namnen Carter och Shiera Hall. Katar dog i kriget mot brottsligheten på jorden men återföddes genom en mystisk ceremoni på planeten Thanagar. Hawkman återföddes nu som Carter Hall, den första Hawkman från 1940-talet. 

## Fel Andar
Under 1980-talet kallade sig en thangarisk spion vid namn Fel Andar som på uppdrag av sin hemplanets armé infiltrerade Justice League (Lagens Väktare) för Hawkman. Fel Andar gifte sig med Sharon Parker och de fick en son, Ch'al Andar, som fick jordenamnet Charley. När Charley var fyra år tvingades Andar återvända hem till Thanagar för att göra sin militärtjänst. Många tragiska händelser inträffade och Andar fick aldrig träffa sin son igen. 

## Zauriel
När Grant Morrison 1997 fick i uppdrag att skapa den nya Justice League fick han inte använda namnet Hawkman på grund av den invecklade historiken kring figuren. Därför skapade Morrison istället ängeln Zauriel. 
 Artikeln var, i den version den hade den 17 januari 2011, helt eller delvis hämtad från Seriewikin (hos Seriefrämjandet): Hawkman